# Stelis tridentata
Stelis tridentata är en orkidéart som beskrevs av John Lindley. Stelis tridentata ingår i släktet Stelis och familjen orkidéer. Inga underarter finns listade i Catalogue of Life.